# علي بلاغي (نمين)
علي بلاغي هي قرية في مقاطعة نمين، إيران. عدد سكان هذه القرية هو 372 في سنة 2006.